# Jos Trotteyn
Jozef Cornelis Leopold Trotteyn (Blankenberge, 22  april 1910 - Dentergem, 18 januari 2002) was een Belgisch kunstschilder en restaurator van schilderijen.

## Biografische gegevens

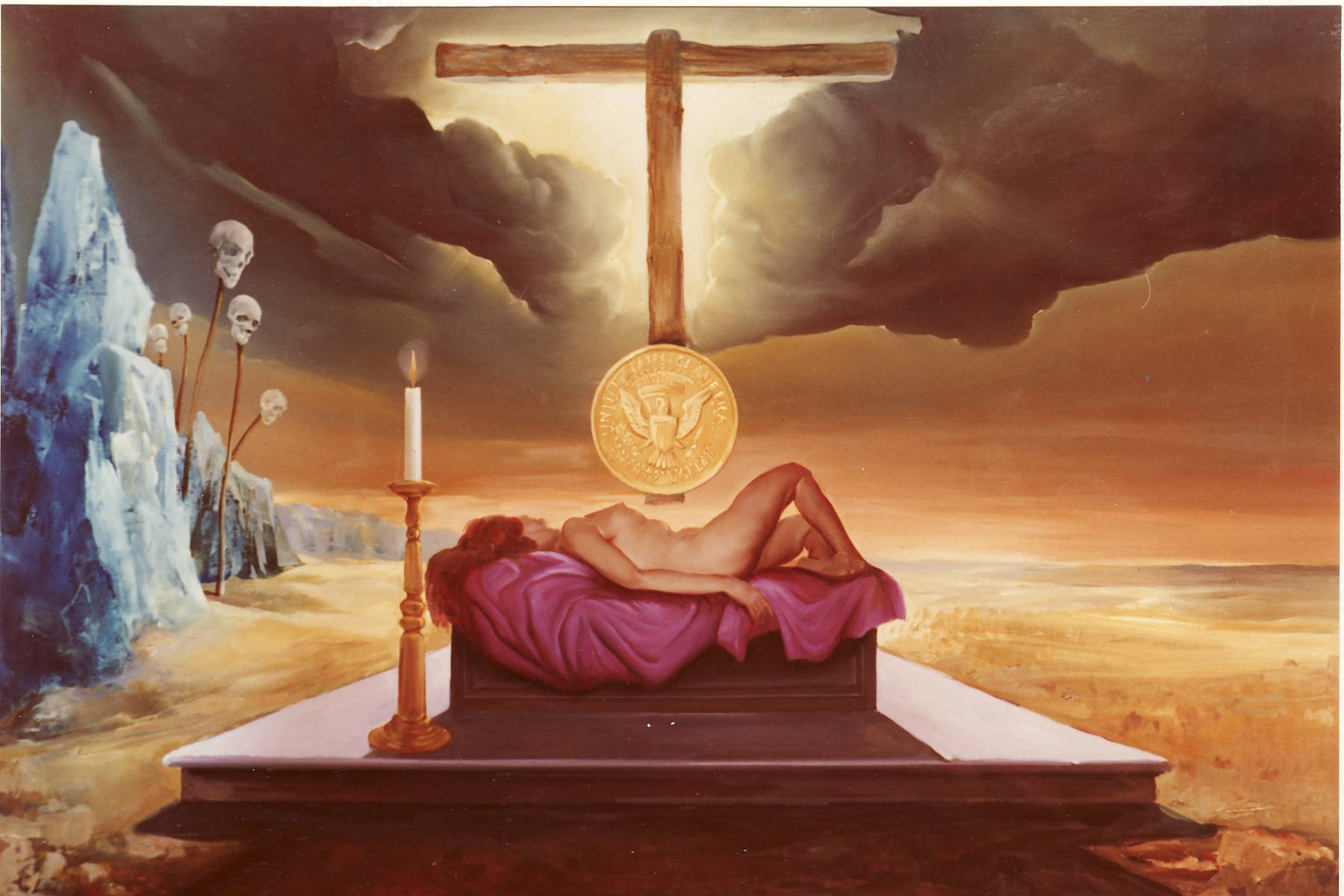
De Drie Groten

Jos Trotteyn werd in 1910 geboren in Blankenberge als derde kind van het gezin Jules Trotteyn (aannemer schilderwerken)- Emilie De Caluwé (huisvrouw, verwant aan Zelzaatse kunstschilder Jos De Caluwé). In 1919 vestigt dit gezin zich te Gent. Reeds in 1923 volgde Jos Trotteyn de daglessen aan de Koninklijke Academie voor Schone Kunsten te Gent, onder andere bij Domien Ingels (1881-1946). In het palmares voor het schooljaar 1923-1924 prijkt hij als eerste van de klas op 18 leerlingen. Zijn artistieke opleiding duurde tien jaar: zes jaar Tekenen en vier jaar Levend Model onder leiding van Oscar Coddron (1881-1960), Jan Frans De Boever (1872-1949) en Fons De Cuyper (1887-1954). Tezelfdertijd leert hij decoratieve kunst bij Henry Thiery (1875-1941) en Carl De Cock (1879-1949).
In 1933 trouwde hij met Maria Zulma Van Huffel, met wie hij drie zonen zal hebben. Na zijn legerdienst werd Jos Trotteyn aangezocht om de dagcursussen in de grondstoffenkennis en het decoratief schilderen op zich te nemen in de private Hogere Schilderschool Domien Steurbaut te Gent. In 1935 werd hij er directeur, wat hij bijna 30 jaar zal blijven. Hij was vast jurylid in de kunstakademie te Aalst en jarenlang voorzitter van de nationale commissie voor publiciteitstekenaars te Brussel. Verscheidene jonge huisschilders uit Vlaanderen bekwaamde hij in het hout- en marmerschilderen. Meerdere zette hij ertoe aan zelf penseel en palet te hanteren, zoals Frans Minnaert uit Zandbergen, Oswald Schelstrate uit Eeklo, Florent Smet uit Lokeren, Gaston Smet uit Gent, Octaaf Tanghe uit Brugge, Ernest Van den Driessche uit Oudenaarde, Jef Van den Steen uit Aalst en Paul Vermeire uit Oostende. Tot zijn kennissenkring behoorden de kunstenaars  Luc-Peter Crombé, Antoon Catrie uit Drongen, Marcel De Backer, Gaston De Meyer, Gaspard De Vuyst, Robert Stadius  en "Taf" Francine Tavernier uit Gent.
In zijn beginperiode was Jos Trotteyn figuratief, met voornamelijk boerentaferelen en landschappen. Een hele periode was hij schilderkundig niet actief, wegens zijn activiteiten als directeur-lesgever en als restaurator van schilderijen (zie hierna). Op zijn 55-ste neemt hij het palet terug ter hand, met ditmaal vooral surrealistische werken, hoewel er af en toe nog een Vlaams landschap het licht ziet. Jos Trotteyn was eerder een cultuurpessimist, wat zichtbaar is in een aantal van zijn werken.
De beheersing van alle schilderkundige technieken heeft Jos Trotteyn in staat gesteld ook menigvuldige officiële restauratieopdrachten te vervullen. Hiervoor ging hij in de leer bij Oscar Van de Velde uit Gent. Jos Trotteyn staat in die branche voornamelijk bekend als restaurator van 15de-, 16de- en 17de-eeuwse werken. In de Arteveldestad herstelde hij tientallen doeken uit de Sint-Baafskathedraal, de Sint-Niklaaskerk, de Heilig Kerstkerk, de kapel van Nieuwenbos en het Groot-Seminarie. Het is grotendeels aan Jos Trotteyn te danken dat nagenoeg vergeten Gentse meesters uit de 17-de eeuw als Antoon van den Heuvel (1600-1677) en Nicolas de Liemaeckere (1601-1646), bijgenaamd "Roose", aan belangstelling wonnen. Jos Trotteyn 'ontdekte' in de Sint-Baafskathedraal twaalf panelen over de "Legende van Sint-Andreas", van de hand van Pieter Pourbus (1523-1584), waarvan voor hun restauratie niemand wist dat ze van deze Hollandse maar te Brugge gevestigde meester waren. Trotteyn ontdekte niet alleen de handtekening, maar ook het jaartal dat ze geschilderd werden, namelijk 1552.

## Tentoonstellingen
- 1939,1941: Zaal Pan, Korte Meer Gent
- 1943: Galerij Parthenon, Keizer Karelstraat Gent (eig. Albert Trotteyn)
- 1945: Belfort Aalst
- 1967: Sint-Baafsgalerij  Gent
- 1968: Galerij Gustaaf Pieters  Sint-Martens-Latem
- 1968: Blankenberge
- 1968: Beneluxhuis Den Haag
- 1970, 1972: Galerij Vyncke-Van Eyck
- 1970: Museum Leon De Smet Deurle
- 1971: Veurne
- 1973: Cultureel Centrum Antoon Spinoy Mechelen
- 1974: Casino Kursaal Oostende
- 1977: Culturele missie Portugal Lissabon
- 1980: Galerij Vyncke-Van Eyck Gent
- 1989: Lineart Gent
- 2004: Galerij Den Doeyer Nederzwalm
- 2013: Brouwerij Caermersklooster Gent
- diverse collectieve

Op de foto: links Jos trotteyn, ernaast kunstschilder Paul Delvaux, rechts; Jos Murez (kunstcriticus) in de Oude Vleeshalle te Veurne op 31.07.71.
Op de achtergrond schilderij van Jos Trotteyn " Dal van Hinnon ", thans in bezit van het Cultuurcentrum Mechelen.

## Verzamelingen
Werk in lokalen UNESCO, lokalen voormalige BSP Brussel, Slot van Laarne, Bisdom Gent, 
Huis van Alijn Gent, Stedelijke Musea Mechelen. Monasterium van Betlehem (Gent) titel"gebed om licht". Kerk Heilig Kerst (Gent) titel " de veroordeelde " PAX CHRISTI "Het erfdeel van onze kinderen"(geschonken)